# Tunis socialiste
Tunis socialiste est un journal en langue française qui a paru en Tunisie sous le protectorat français.
Organe de la Fédération tunisienne de la SFIO,, le journal est fondé en mars 1921, après que les communistes ont fait scission de la SFIO et gardé le contrôle de L'Avenir social.
L'équipe éditoriale d'origine est composée du docteur Albert Cattan, d'André Duran-Angliviel, de Joachim Durel et du couple Eva et Alexandre Fichet,.
Tunis socialiste porte la mention « pour la fraternité des races ».
Lorsqu'en 1934-1935 Tunis socialiste est suspendu et que quatre de ses rédacteurs (Élie Cohen-Hadria, Serge Moati, Yves Faivre et Duran-Angliviel) sont poursuivis par le résident général de France, Marcel Peyrouton, la SFIO envoie un avocat pour les défendre au procès : Vincent Auriol, futur président de la République française.
Tunis socialiste ouvre à plusieurs reprises ses colonnes en tribune libre — la rubrique est intitulée « Droit d'asile » — aux militants nationalistes tunisiens quand la censure française les empêche de s'exprimer ailleurs.
Il disparaît avec l'indépendance de la Tunisie en 1956.